# Ersel
Ersel, de son vrai nom Erwin Sels, né le 2 septembre 1963 à Anvers, est un auteur de bande dessinée belge.
Fils de Frank Sels, un collaborateur de Willy Vandersteen, Ersel est un dessinateur réaliste spécialisé dans la bande dessinée historique notamment connu pour avoir repris en 1994 le dessin des Pionniers du Nouveau Monde à son créateur Jean-François Charles. 

## Biographie
Erwin Sels naît le 2 septembre 1963 à Anvers. Il est le fils de Frank Sels, un collaborateur de longue date de Willy Vandersteen. Après des études d'économie, il suit les traces de son père et devient l'un de ses assistants sur la série Silberpfeil (en français Flèche d’argent) pour le marché allemand pendant cinq ans jusqu'à la fin de sa diffusion en 1986. Depuis lors, Ersel supervise les réimpressions de l'œuvre de son père, y compris l'achèvement de la bande dessinée de science-fiction Op Zoek naar Alfadir (2004) et des réimpressions Silberpfeil par Wick Comics.
Après la mort de son père fin 1986, Ersel commence à travailler sur plusieurs projets inachevés avec Léon Lekeu pour Ronny Matton. L'un d'eux, Saga van een Wraak, est publié par Oranje en 1991. Tout en prenant un emploi dans une banque, Sels fournit des illustrations aux maisons d'édition Averbode et De Sikkel. Il se spécialise dans le dessin réaliste et historique, fait son entrée dans Tintin où il publie Le Tombeau d'Antochius en 1988. Il entame une collaboration avec Jan Bucquoy, avec qui il réalise Frenchy pour la collection « Himalaya » aux éditions Loempia de 1989 à 1991, 3 albums parus. Ils créent également Une épopée française - Indochine avec une publication dans Vécu dans le numéro 42 en 1990, que Sels signe toujours de son propre nom.
En 1990, il réalise une adaptation en bande dessinée de Bruges-la-Morte de Georges Rodenbach dans la collection « Les Villes tentaculaires » pour Himalaya, suivie d'une adaptation de l'œuvre de Fenimore Cooper Le Dernier des Mohicans dans la collection « BDécrivains » aux éditions Claude Lefrancq, pour laquelle il utilise le pseudonyme Ersel. En 1994, il entame une collaboration avec la maison d'édition Glénat et reprend le dessin des Pionniers du Nouveau Monde, série créée et scénarisée par Jean-François Charles dans la collection « Vécu ». Pour le même éditeur, il travaille avec Ruellan, pseudonyme de Maryse Charles, sur Claymore (1999-2002) et Les Derniers Jours de la Géhenne (deux albums parus dans la collection « Grafica » en 2001 et 2005), et avec Ferry van Vosselen sur Le Gardien de la Lance dans la collection « La Loge noire » (2002-07), dont le troisième tome lui vaut le prix Saint-Michel du meilleur album néerlandophone en 2004.
Par ailleurs, Ersel illustre Black Notes - Le Dernier Rebelle sur un scénario de Francis Delvaux aux Éditions Loup en 2000.
En 2005, il répond à l'appel de l'armée belge et participe au collectif BDéfense ! vendu au profit d'œuvres caricatives.
En 2008, il dessine le deuxième tome de la série Disparitions, sur un scénario de Jacques Mazeau. En 2009, il crée seul Cheyenne chez JD et travaille ensuite avec le scénariste Renot sur les séries Le Zouave, dans la collection « Grafica » chez Glénat et Médée dans la collection « Ligne d'Horizon » chez Casterman, 3 albums en 2009 et 2010. Il est également l'un des artistes du magazine Rooie Oortjes depuis 1993 où il produit des gags coquins.
En 2017, il se voit décerner le prix de la mer du Nord au Festival de bande dessinée de Knokke-Heist (nl) à Knokke-Heist.
Ersel auto-édite successivement les albums Legacy I et II, dans lesquels il réunit des histoires courtes commencées par son père et qu’il s’efforce de compléter et d’enrichir de dessins et d’illustrations. Le troisième tome, Legacy III paraît en décembre 2021.
L'exposition permanente L'Art de la BD du Centre belge de la bande dessinée présente des planches de Ersel qui sont issues de la collection du musée en 2024. L'année suivante sort le 23e et avant-dernier épisode de la saga Les Pionniers du Nouveau Monde : Les Révoltés du Mississippi.

### Vie privée
Ersel réside à Anvers,. Ersel a deux filles, Sioban et Eillen.

## Œuvre

### Albums de bande dessinée
- Black Notes - Le dernier rebelle, scénario de Francis Delvaux, Éditions Loup, 2000  (ISBN 2-930283-12-2)
- Cheyenne, Éditions JD, 2009  (ISBN 2-9600617-9-9)

- Judge Dredd, scénario de Dominique Hé, La Sirène, 1995  (ISBN 2-84189-007-4)

### Collectifs
- Carrément Bruxelles - Ronduit Brussel, scénario de Paul Herman, dessins de Michel Pierret, Jean-François Charles, Barly Baruti, Vincent Dutreuil, Jean-Luc Cornette, Jeanlouis Boccar, Étienne Schréder, Olivier Supiot, Éric Gorski, Stéphane Gemine, Isaac Wens, Laurent Siefer, Jean-Marc Dubois, Éric Warnauts, Godi, Hermann, Frédéric Pontarolo, Ersel, Griffo, Benoît Roels, Daniel Hulet, Jean-Yves Delitte, Séraphine, Marc-Renier, Séra, Jacques Denoël et Franckie Alarçon, Glénat, coll. « Carrément 20/20 », 2005  (ISBN 2-87176-218-X)
- BDéfense ![7], Forces armées belges, Bruxelles, décembre 2005
Scénario : collectif - Dessin : collectif dont Ersel - Couleurs : quadrichromie -  (ISBN 90-7517-204-4)

### Para-BD
À l'occasion, Ersel réalise des affiches, portfolios, ex-libris, cartes, puzzles et commet quelques travaux publicitaires.

### Hommages rendus
En 2011, il rend un hommage graphique à Pom dans l'album hommage collectif Op Het Spoor van Pom, puis il rend hommage à Willy Vandersteen dans 100 jaar Willy Vandersteen & Striproute 2013.

#### Revues
- (nl) Stripschrift, no 318, Thespa Uitgeverij, Amsterdam, juillet 1999[43]
- (nl) Brabant Strip Magazine, no 162, 2008[44].

### Expositions

#### Expositions individuelles
- Claymore, Alextripwinkel, Berchem en mars 1999[41] ;
- Ersel, Musée Jijé, Bruxelles du 30 janvier au 22 février 2004[41].

#### Expositions collectives
- BD en 33 tours, Octopus Gallery, Waterloo en septembre-octobre 2006[45],[46] ;
- Kunstig gestript, Association culturelle Spirit, Temse du 4 au 26 septembre 2010[47] ;
- En route Vers l’Ouest, Galerie Passerelle Louise, Bruxelles du 11 au 26 mars 2022[12].

### Collections publiques
Une œuvre de cet artiste est conservée au Centre belge de la bande dessinée et fait partie du patrimoine mobilier de la région Bruxelles-Capitale.

## Réception

### Prix et distinctions
- 1991 :  prix du talent graphique décerné par la Chambre belge des experts en bande dessinée[49] pour Bruges-la-morte ;
- 1999 :  grand prix du Festival international de la bande dessinée de Durbuy[50] avec Maryse Charles pour Eillen ;
- 2004 :  prix Saint-Michel de la meilleure BD d'auteur néerlandophone pour le tome 3 de la série Le Gardien de la Lance, Le Don de Salâh al-Dîn ;
- 2017 :  prix de la mer du Nord, Festival de bande dessinée de Knokke-Heist (nl) à Knokke-Heist[8].

### Postérité
Selon Patrick Gaumer, Ersel s'impose comme l'un des bons dessinateurs réalistes belges contemporains.

#### Livres
- Patrick Gaumer, « Ersel », dans Dictionnaire mondial de la BD, Paris, Larousse, 2010, 953 p., ill. ; 27 cm (ISBN 978-2-0358-4331-9 et 2-0358-4331-6, OCLC 920924930, présentation en ligne), p. 304. .
- Philippe Mellot, Michel Denni, Laurent Turpin et Isabelle Morzadec, Trésors de la bande dessinée : BDM 2021-2022 - Catalogue encyclopédique et Argus, Paris, Les Arènes, novembre 2020, 22e éd., 1700 p., ill. ; 23 cm (ISBN 9791037502582, OCLC 1240308146, présentation en ligne), p. 140, 242, 260, 329, 331, 465, 720, 885, 1294, 1332. .

#### Articles
- (nl) « Ersel in de kijker tijdens Stripfestival », Het Laatste Nieuws,‎ 7 mars 2016 (lire en ligne, consulté le 8 décembre 2022).

### Vidéographie
- [vidéo] « Derrière la palette ... Ersel », sur YouTube, 11 avril 2022